# Placówka Straży Celnej „Zazulińce”

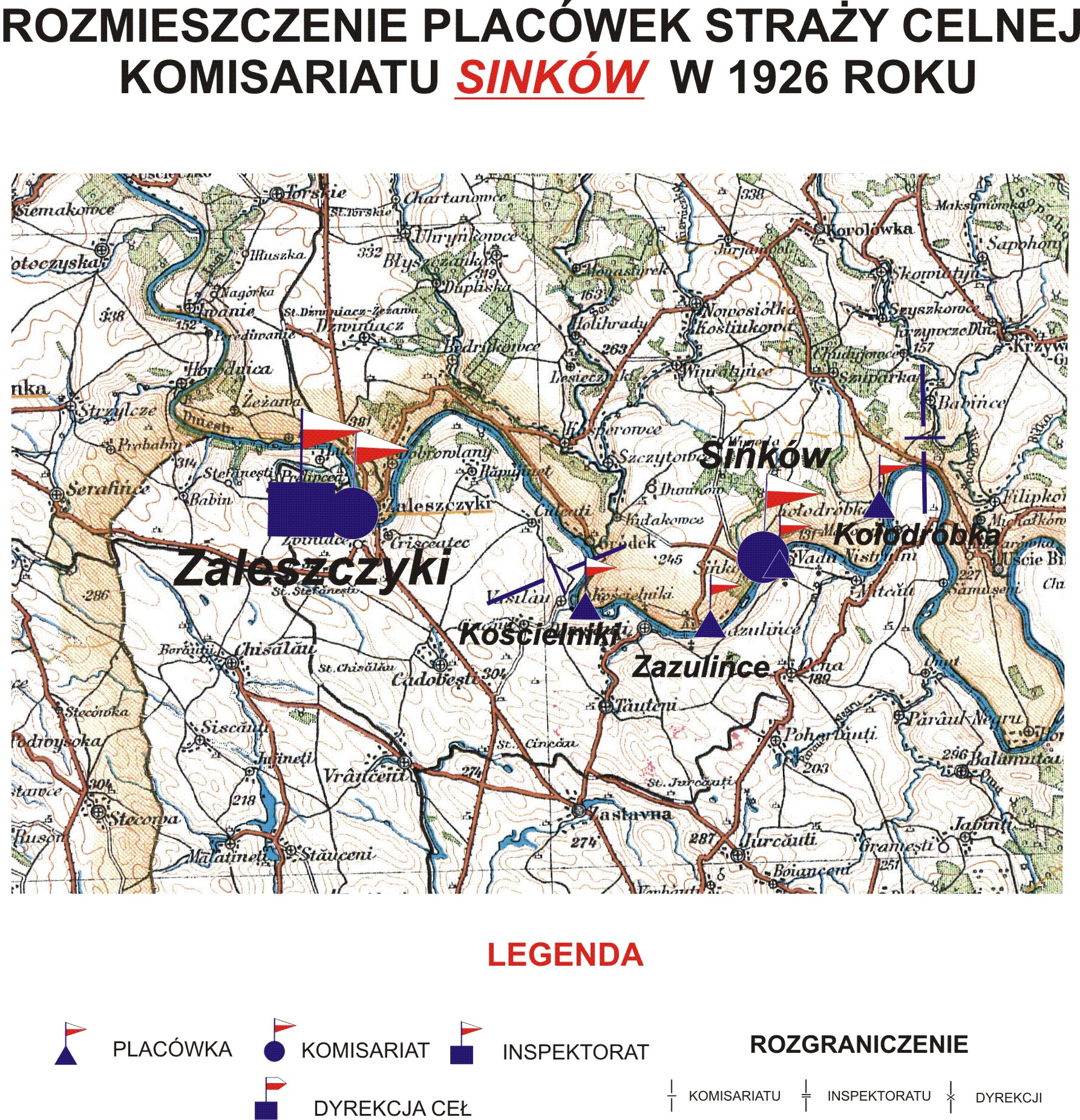
Rozmieszczenie placówek SC komisariatu "Sinków" w 1926

Placówka Straży Celnej „Zazulińce” – jednostka organizacyjna Straży Celnej pełniąca w okresie międzywojennym służbę ochronną na granicy polsko-rumuńskiej.

## Formowanie i zmiany organizacyjne
Na wniosek Ministerstwa Skarbu, uchwałą z 10 marca 1920 roku, powołano do życia Straż Celną. Jednostki Straży Celnej rozpoczęły przejmowanie odcinków granicy od pododdziałów Batalionów Celnych. W 1921 roku w Zaleszczykach stacjonował sztab 1 kompanii 22 batalionu celnego. Kompania wystawiała między innymi placówkę w Zazulińcach. W 1922 roku w Sinkowie stacjonował sztab 1 kompanii 22 batalionu celnego. Kompania wystawiała między innymi placówkę w Zazulińcach. Proces tworzenia Straży Celnej trwał do końca 1922 roku. Placówka Straży Celnej „Zazulińce” weszła w podporządkowanie komisariatu Straży Celnej „Sińków” z Inspektoratu SC „Zaleszczyki”.
W drugiej połowie 1927 roku przystąpiono do gruntownej reorganizacji Straży Celnej. W praktyce skutkowało to rozwiązaniem tej formacji granicznej. Ochronę północnej, zachodniej i południowej granicy państwa przejęła powołana z dniem 2 kwietnia 1928 roku Straż Graniczna. W strukturach nowo powstałej formacji placówki „Zazulińce” nie odtworzono.
Jeszcze wcześniej, z dniem 1 listopada 1927 roku Inspektorat Straży Celnej „Zaleszczyki”, w tym komisariat SC „Sińków” został rozwiązany, a  rejon odpowiedzialności komisariatu został przekazany pododdziałom Korpusu Ochrony Pogranicza .

## Funkcjonariusze placówki
Kierownicy placówki
| stopień    | imię i nazwisko, numer  | okres pełnienia służby | kolejne stanowisko |
| ---------- | ----------------------- | ---------------------- | ------------------ |
| przodownik | Leopold Kołodziej (376) | był w 1926             |                    |

Obsada personalna placówki w 1926:
- przodownik Leopold Kołodziej (376)
- starszy strażnik Wojciech Klich (214)
- strażnik Adam Kolasiński (1598)
- strażnik Kazimierz Paprocki (1536)